# Window Rock
Window Rock (Navajo: Tségháhoodzání) é uma Região censo-designada localizada no estado americano de Arizona, no Condado de Apache. É também a sede do governo da reserva ou nação dos Navajos.

## Demografia
Segundo o censo americano de 2000, a sua população era de 3059 habitantes.

## Geografia
De acordo com o United States Census Bureau tem uma área de
13,4 km², dos quais 13,4 km² cobertos por terra e 0,0 km² cobertos por água. Window Rock localiza-se a aproximadamente 2083 m acima do nível do mar.

## Localidades na vizinhança
O diagrama seguinte representa as localidades num raio de 28 km ao redor de Window Rock.